# Відносини Сполученого Королівства після Brexit з Європейським Союзом

Політична система Європейського Союзу

Станом на січень 2021 р. відносини Сполученого Королівства після Брекзиту з Європейським Союзом та його членами регулюються Угодою про вихід з Брекзиту та (тимчасово, до очікування ратифікації) Угодою про торгівлю та співробітництво між ЄС та Великою Британією. Про останню було проведено переговори в 2020 році, і вона застосовується тимчасово з 1 січня 2021 року, але не набрала чинності. Проєкт Угоди про торгівлю та співробітництво між ЄС та Великою Британією потребує згоди Європейського парламенту та Ради Європейського Союзу та парламенту Великої Британії. Останній затвердив 30 грудня 2020 року.
Після відокремлення Великої Британії від ЄС 31 січня 2020 р.,  Велика Британія продовжувала відповідати нормам ЄС та брати участь у Митному союзі ЄС під час " перехідного періоду Brexit ", який закінчився 31 грудня 2020 р.

## Історія
Перехідний період Brexit розпочався 1 лютого 2020 року і закінчився 31 грудня 2020 року. Це дозволило протягом певного періоду вести переговори про двосторонню торговельну угоду між Великою Британією та ЄС.

## Торгівля
Велика Британія вирішила вийти з єдиного ринку, митного союзу. Крім того, для всіх міжнародних угод, укладених ЄС, участь ЄС не включає Велику Британію з 1 січня 2021 р. 
Ці остаточні зміни можуть створити труднощі, які можуть бути недооціненими, на думку Мішеля Барньє: 
- повторне запровадження митних формальностей, як це було до членства у Великої Британії, для кожного товару, що імпортується та експортується до ЄС та Великої Британії та назад.
- закінчення прав на фінансовий паспорт для британського сектору послуг
- закінчення переваг Співтовариства щодо всіх товарів, торгівлі та жителів Великої Британії у країнах-членах ЄС
- Сертифікація продукції Великої Британії більше не буде визнаватися в ЄС
- накладення нетарифних бар'єрів у торгівлі, таких як можливість тривалих затримок на кордоні, імпортні квоти та імміграційні обмеження в результаті втрати громадянства ЄС для працівників Великої Британії

За словами Мішеля Барньє, переговори після Brexit намагалися створити амбіційний пакт між Великою Британією та ЄС, щоб якомога більше уникнути зривів. 

### Членство Великої Британії в Європейському економічному просторі
Велика Британія могла прагнути продовжувати бути членом Європейського економічного простору, можливо, членом ЄАВТ. У січні 2017 року британський прем'єр-міністр Тереза Мей оголосила план переговорів про 12 пунктів і заявила, що уряд Великої Британії не буде прагнути продовження членства в єдиному ринку.  

### Варіант СОТ
Безсторонній варіант СОТ передбачає завершення перехідного періоду Сполученим Королівством без будь-якої торгової угоди та опору на правила торгівлі з найбільшим сприянням, встановлені Світовою торговою організацією.  Конфедерація британської промисловості заявила, що такий план стане "кувалдою для нашої економіки"    а Національний союз фермерів також висловив критику.  Позитивні прогнози щодо наслідків Брекзиту СОТ для Великої Британії вказують на існуючу торгівлю з ЄС в інших країнах та переваги повернення повного права риболовлі для морської острівної держави.   

## Люди

### Імміграція
Угода про ЄЕЗ та угода зі Швейцарією охоплюють вільне переміщення товарів та вільне пересування людей.   Багато прихильників Brexit хочуть обмежити свободу пересування;  прем'єр-міністр виключив будь-яке продовження вільного пересування в січні 2017 року. 

## Північна Ірландія
Одним із аспектів остаточної угоди про вихід є аномальний статус Північної Ірландії.  Протокол Північної Ірландії, який є частиною угоди, передбачає (серед іншого)
- Північна Ірландія залишається законно на митній території Великої Британії та може бути частиною будь-яких майбутніх торгових угод Великої Британії, якщо це узгоджується з Протоколом. Це призводить до митного кордону де-юре на острові Ірландія, між Північною Ірландією та Республікою Ірландія. [16]
- Велика Британія більше не входить до митного союзу з Європейським Союзом. Північна Ірландія також більше не перебуває на законних підставах у Митному союзі ЄС, але залишається вхідною точкою в неї, створюючи фактичний митний кордон внизу Ірландського моря.
- Положення про рівні умови, що застосовуються до Великої Британії, були перенесені до необов’язкової Політичної декларації, хоча вони все ще присутні для Північної Ірландії в рамках протоколу.
- Велика Британія повинна дотримуватись норм ЄС щодо Північної Ірландії щодо торгівлі товарами, а також впроваджувати майбутні зміни цих норм
- Суд має юрисдикцію щодо невідповідності Великої Британії частинам протоколу, а також застосуванню регулювання торгівлі товарами. Щодо застосування цих норм, суди можуть (а іноді і повинні) стосовно Північної Ірландії зробити попереднє посилання на СЄС.
- Тарифи ЄС (які залежать від торгової угоди між Великою Британією та ЄС), що збираються Великою Британією від імені ЄС, стягуватимуться з товарів, що прямують з Великої Британії до Північної Ірландії, які будуть "під загрозою" їх подальшого транспортування в і продається в Республіці Ірландія; якщо вони в кінцевому підсумку не є, тоді фірми в Північній Ірландії можуть вимагати знижки на товари, де Велика Британія має нижчі тарифи, ніж ЄС. Спільний комітет ЄС та Великої Британії вирішить, які товари вважаються "ризикованими".
- Механізм одностороннього виходу, за допомогою якого Північна Ірландія може залишити протокол: Асамблея Північної Ірландії кожні чотири роки голосуватиме, чи слід продовжувати ці домовленості, для чого потрібна проста більшість. Якщо Асамблея призупинена на той час, будуть прийняті заходи, щоб МПА могли проголосувати. Якщо Асамблея висловить підтримку між громадами одним із цих періодичних голосувань, тоді протокол буде застосовуватися протягом наступних восьми років замість звичайних чотирьох. Якщо Асамблея проголосує проти продовження цих домовленостей, то Велика Британія та ЄС матимуть дворічний період, щоб домовитись про нові домовленості з рекомендаціями спільного комітету Великої Британії та ЄС. [17] [18] Замість того, щоб положення запасного варіанту як і зворотний хід повинен був бути, цей новий протокол буде початковим положення Північної Ірландії, принаймні, перші чотири роки після перехідного періоду закінчується в грудні 2020 року [15]

На думку Мішеля Барньє, це може підняти проблеми для північноірландських компаній, яким потрібна Велика Британія, щоб надати ясність щодо цієї теми. 
Спільний комітет ЄС та Великої Британії, очолюваний Майклом Гоувом,  міністром кабінету міністрів, та Марошем Шефчовичем, віце-президентом Європейської комісії,  контролює роботу угоди.